# فايز الطراونة
فايز أحمد محمود حمد خلف الطراونة (1 مايو 1949- 15 ديسمبر 2021) هو سياسي واقتصادي أردني، شغل منصب رئيس وزراء الأردن مرتين في الأعوام 1998 و2012. كما شغل منصب رئيس الديوان الملكي الهاشمي 3 مرات كان آخرها بالفترة (2013 - 2018). شهد عهده وفاة الملك الحسين بن طلال وانتقال السلطة للملك عبد الله الثاني بن الحسين.
عين خلفاً لعون الخصاونة الذي قدم استقالته في 26 نيسان 2012.

## حياته
ولد في عمان وهو ابن السياسي أحمد باشا الطراونة، تلقى تعليمه في مدارس عمان، وحصل على شهادة الدراسة الثانوية من مدرسة المطران في عمان عام 1967 بعد ذلك نال شهادة البكالوريوس في الاقتصاد من الجامعة الأردنية وعلى درجتي الماجستير والدكتوراه في الاقتصاد من جامعة جنوب كاليفورنيا – لوس أنجلوس عامي 1974 و 1980.
بدأ حياته العملية كمساعد لرئيس التشريفات الملكية في الفترة ما بين عامي (1971- 1980) وقد عَمِل مستشاراً إقتصادياً مع العديد من رؤساء الحكومات في الدولة الأردنية كعبد الحميد شرف وقاسم الريماوي ومضر بدران وأحمد عبيدات وزيد الرفاعي.
إستلم الطراونة حقيبة وزارة الدولة لشؤون رئاسة الوزراء في حكومة زيد الرفاعي ما بين عامي (1987-1989) واستبدلها في تعديل لاحق بعد أقل من عام بحقيبة التموين، ثم عُيّن سفيراً للمملكة الأردنية الهاشمية لدى الولايات المتحدة الأمريكية لمدة أربع سنوات قبل أن يسند له عبد السلام المجالي حقيبة وزارة الخارجية في حكومة المجالي الثانية، وبعد مرور عام شغل الطراونة منصب رئيس الديوان الملكي الهاشمي عام 1998م وهو نفس العام الذي أوعز له الملك الحسين بن طلال بتشكيل حكومته.
جاء الطراونة رئيساً للوزراء في فترة مفصلية في تاريخ الدولة الأردنية لما زامنها من أحداث وظروف صعبة أبرزها رحلة العلاج التي مرّ بها الملك الحسين بن طلال والتي قضاها في مستشفى مايوكلينك ثم وفاته وما تلاها من نقل للسلطات الدستورية إلى الملك عبد الله الثاني بن الحسين، وقد وصف الطراونة الملك الحسين بن طلال فقال فيه: «عاش للوطن كل عمره فتىً وأميراً وملكاً، كان معنا ولنا، نذكر إبتسامته العذبة حتى في الأوقات الصعبة، نذكر صوته وهو يبشرنا بالمستقبل والطمأنينة، كان الحسين هو الصدق والأمانة والإخلاص والتضحية، هو القائد والملك والإنسان والد كل أردني وصفته الأبرز محبته لشعبه ولوطنه».
حجز الطروانة مقعده في مجلس الأعيان الأردني منذ عام 1999، بالرغم من انخراطه في عالم رجال الأعمال حيث تولّى رئاسة مجلس إدارة شركة المستثمرون والشرق العربي للإستثمارات الصناعية والعقارية وشركة داركم ونظراً لجهوده المبذولة في العديد من المواقع والمناصب التي تقلدها فقد حصد الطراونة عدد من الأوسمة أبرزها وسام الاستقلال من الدرجة الثانية ووسام الاستقلال من الدرجة الأولى ووسام النهضة ووسام الحسين للعطاء المميز.
حقق مهرجان جرش في عهده نجاحا باهرا بعد أن أعاده إلى الوجود بعد انقطاع دام عدة سنوات من خلال ترأسه للجنة الوطنية العليا، وقد تحدث الطراونة عن مهرجان جرش قائلاً: «كان المهرجان وسيبقى إن شاء الله إنجازاً هاشمياً وطنياً، عرف كيف يحافظ على انتمائه القومي وعلى أصالته الثقافية والفنية في الوقت الذي ينفتح به على العالم دون حدود، ويعرف أن التقاء الثقافات والفنون المختلفة على أرضه سيشكل بوتقه يلتقي فيها العرب بعيداً عن السياسة والمصالح الإقتصادية وقريباً من التراث والأصالة....».
كان الطراونة أحد أعضاء اللجنة الملكية لمراجعة نصوص الدستور الأردني التي تمكنت من إعادة صياغة مجموعة من نصوص الدستور التي تمثل تطلعات الشعب وقد خرجت هذه اللجنة بالعديد من التوصيات والتي قد لاقت قبولاً واستحساناً عند الأردنيين كافةً.

## تشكيل الحكومة
شكّل فايز الطراونة حكومته الأولى عام 1999 وتكونت من 22 وزيراً عشرة منهم دخلوا الوزارة لأول مرة، وأدت الحكومة اليمين الدستورية أمام ولي العهد الأردني آنذاك الأمير الحسن بن طلال في سابقة هي الأولى من نوعها في تاريخ الأردن، إذ أن هذه المهمة تناط تقليديا بالملك. كان الملك حسين وقتها يتابع علاجا طبيا في مايو كلينيك (روتشستر) في ولاية مينيسوتا الأمريكية لإصابته بسرطان العقدة اللمفية.

## المناصب التي شغلها
- 1971-1980 مساعد لرئيس التشريفات الملكية
- 1980-1984 سكرتير اقتصادي لرئيس الوزراء
- 1984-1988 مستشاراً اقتصاديا لرئيس الوزراء
- 1993-1997 سفير الأردن لدى الولايات المتحدة الأمريكية
- 1998 رئيس الديوان الملكي الهاشمي
- 7/8/1999 رئيس مجلس أمناء جامعة الحسين بن طلال
- 1991-1994 عضو في مفاوضات السلام الأردنية الإسرائيلية
- 1993-1994 رئيسا لوفد السلام الأردني
- 26/4/2012 رئيسا لوزراء الأردن
- عضو في منتدى الفكر العربي
- عضو في جمعية الشؤون الدولية
- عضو مجلس الأعيان الثامن عشر إلى المجلس الخامس والعشرون
- رئيس مجلس أمناء جامعة آل البيت 2009_2010
- عضو في مجلس الاعيان منذ 20 يونيو 2018.
- منذ عام 2006 رئيس مجلس إدارة الشركات التالية:

1. المستثمرون والشرق العربي للاستثمارات الصناعية والعقارية
2. داركم
3. المستثمرون العرب المتحدون

## المناصب الوزارية
- 1988 وزيراً للصناعة والتجارة والتموين
- 1997 وزارة الخارجية
- 1998 رئيس الوزراء ووزير الدفاع
- 2012 رئيس وزراء خلفا لعون الخصاونة.
- رئيس الديوان الملكي.

## الأوسمة
- وسام الاستقلال من الدرجة الثانية
- وسام الاستقلال من الدرجة الأولى
- وسام النهضة
- وسام الحسين للعطاء المميز

## أعماله الأدبية
كتاب: “في خدمة العهدين” وهو سيرة ذاتية أُشهر في منتدى مؤسسة عبد الحميد شومان الثقافي، كتب مذكراته خلال وجوده في مجلس الأعيان، يتضمن الكتاب فصولاً عن أحداث حرب حزيران وحرب أيلول، بالرغم أنه كان ما يزال طالبا آنذاك، ويستعرض الكتاب أيضا أحداث حرب 1973، وثورة الخميني والحرب العراقية الإيرانية وعملية السلام، ومعاهدة وادي عربة؛ ثم مرض الملك الحسين وجنازته، وبداية عهد الملك عبد الله الثاني، وأحداث 11 سبتمبر ومبادرة السلام العربية، والزرقاوي والبغدادي، والإصلاحات الشاملة والتعديلات الدستورية، وما وصفه بخلوات العقبة الأمنية، وتصاعد المعارضة والمشاورات البرلمانية، والحياة الحزبية والمبادرات الملكية.
تطرّق الطراونة إلى قصص وردت في كتابه؛ بينها أحداث رافقت اعتماده كسفير للأردن في واشنطن عام 1993، واصفاً العلاقات الأردنية الأميركية حينها، بـ”الأسوأ”، ومؤكداً كيف أن التحّول في هذه العلاقات بسياسة الملك الراحل الحسين، فتحت له أبوابا كثيرة.

## وفاته
توفي يوم الأربعاء في أحد مشافي العاصمة الأردنية عمان في 15 ديسمبر 2021 إثر مرض عضال.

## روابط خارجية
- فايز الطراونة على موقع مونزينجر (الألمانية)

| المناصب السياسية        | المناصب السياسية            | المناصب السياسية         |
| ----------------------- | --------------------------- | ------------------------ |
| سبقه عبد السلام المجالي | رئيس وزراء الأردن 1998–1999 | تبعه عبد الرؤوف الروابدة |
| سبقه عون الخصاونة       | رئيس وزراء الأردن 2012      | تبعه عبد الله النسور     |